# The Prince Karma
The Prince Karma ist ein griechischer Musiker, dem mit seiner ersten Single Later Bitches der Durchbruch gelang.

## Musikalische Karriere
The Prince Karma startete seine musikalische Karriere 2018. Im Mai 2018 erhielt er seinen Plattenvertrag beim Label Kontor Records sowie international bei Ultra Music. Der Song Later Bitches erschien bereits im April 2018, wurde zunächst auf Spotify ein Hit und erst am 9. November 2018 als Single veröffentlicht.
Musikalisch ist die Single dem Balkan Dance zuzuordnen. Über gesprochene Textpassagen wurde eine tanzbare Melodie gelegt.

## Diskografie
Singles
- 2018: Later Bitches (Kontor Records)
- 2019: No More (Down2Earth Music)

## Auszeichnungen für Musikverkäufe
| Goldene Schallplatte - Dänemark - 2025: für die Single Later Bitches - Frankreich - 2025: für die Single Later Bitches | Platin-Schallplatte - Polen - 2023: für die Single Later Bitches |

Anmerkung: Auszeichnungen in Ländern aus den Charttabellen bzw. Chartboxen sind in ebendiesen zu finden.
| Land/RegionAuszeichnungen für Musikverkäufe (Land/Region, Auszeichnungen, Verkäufe, Quellen) | Gold     | Platin  | Verkäufe | Quellen           |
| -------------------------------------------------------------------------------------------- | -------- | ------- | -------- | ----------------- |
| Dänemark (IFPI)                                                                              | Gold1    | —       | 45.000   | ifpi.dk           |
| Deutschland (BVMI)                                                                           | Gold1    | —       | 200.000  | musikindustrie.de |
| Frankreich (SNEP)                                                                            | Gold1    | —       | 100.000  | snepmusique.com   |
| Polen (ZPAV)                                                                                 | —        | Platin1 | 50.000   | olis.pl           |
| Insgesamt                                                                                    | 3× Gold3 | Platin1 |          |                   |